# زنگ‌های لوله‌ای
زنگ‌های لوله‌ای(به انگلیسی: Tubular Bells) نخستین آلبوم از مایک اولدفیلد موسیقیدان انگلیسی است که در سال ۱۹۷۳ منتشر شد.

## فهرست آهنگ‌ها
1. زنگ‌های لوله‌ای، بخش نخست - ۲۵:۳۰
2. زنگ‌های لوله‌ای، بخش دوم - ۲۳:۲۰